# Maja Keuc
Maja Keuc (Maribor, Eslovenia, 16 de enero de 1992) es una cantante eslovena, representante de su país en el Festival de la Canción de Eurovisión 2011.

## Biografía
Maja empezó su formación musical en su infancia, cuando comenzó a estudiar en el "English Student Theatre" de su ciudad natal, Maribor. Durante sus estudios en aquel colegio, Maja adquirió mucha experiencia en canto y baile. Poco después, Maja empezó a participar en musicales como We Will Rock You que le llevaron por toda Eslovenia, Croacia e Italia. 
A los 13 años, Maja entró en la banda Hrošči, donde empezó a componer y cantar música propia. La banda tuvo cierto éxito en la región de Maribor, pero se separaron tres años después de comenzar a tocar juntos, cuando Maja tenía 16 años.
A pesar de su experiencia posterior, Maja no se haría verdaderamente conocida en Eslovenia hasta su participación en la versión eslovena del concurso Got Talent (Slovenija ima Talent). En este concurso, Maja quedó en segundo lugar, por detrás de la pequeña de 7 años, Lina Kuduzovic

### Festival de la Canción de Eurovisión 2011
En 2011 Maja se presentó a la preselección eslovena para el Festival de Eurovisión 2011, el EMA con la canción «Vanilija». La final de esta preselección se celebró el 27 de febrero de 2011 y Maja se alzó ganadora, con un 70.7% de los votos en la superfinal frente al 29.3% de la segunda clasificada, April. Esta victoria dio a Maja el derecho de ser la representante de Eslovenia en Düsseldorf.
En los meses posteriores a su elección, la canción de Maja fue remasterizada y traducida al inglés como «No One».
Maja consiguió clasificar a Eslovenia para la final en Eurovisión por primera vez desde 2007. En la final, Maja actuó en el puesto 20 y acabó decimotercera con un total de 96 puntos, siendo éste el mayor número de puntos para Eslovenia en la final en la historia y la mejor clasificación para el país desde 2002.

### 2011 - Actualidad: Indigo y Misija Evrovizija
Tras el Festival de Eurovisión, Maja se centró en la grabación de su primer disco, Indigo, que salió al mercado el 1 de diciembre de 2011 Durante el otoño e invierno de ese mismo año, Maja presentó el programa Misija Evrovizija, del que saldría posteriormente la representación eslovena para el Festival de la Canción de Eurovisión 2012. Misija se perfila como una de las concursantes para la nueva edición de Melodifestivalen 2019 (preselección sueca para Eurovisión)

## Vida personal
Maja mantuvo una relación con el bailarín Anze Zalar, hijo del político esloveno Aleš Zalar.

## Discografía

### Álbumes de estudio
- Indigo (2011)

### Singles
- No One (2011)
- Close To You(como Amaya)